# Gioia Benelli
Gioia Benelli (Roma, ...) è una regista e sceneggiatrice italiana.

## Biografia
Nipote di Sem Benelli, drammaturgo e sceneggiatore cinematografico e figlia del giornalista Lamberto (detto Sennuccio), collaboratore della rivista Tempo, dopo gli studi di danza classica e coreografia esordisce nella regia cinematografica con brevi documentari (Sandra; La classe inquinata) incentrati sull'osservazione dell'universo femminile.
Comincia poi a lavorare come aiuto di registi italiani e non, sia sui set cinematografici (Marco Ferreri, Jean Luc Godard, Franco Giraldi, Ettore Scola) che sui palcoscenici teatrali (Carmelo Bene, Bruno Cirino, Gianni Serra).
È anche sceneggiatrice, soprattutto per film realizzati da Rai 2 e Rai 3, insieme con sceneggiatori e registi come Tomaso Sherman (Il cimitero di Katmandou, Specchio palese), Gianni Serra, Sandro Petraglia (La casa dell'uomo). Scrive inoltre episodi della fiction televisiva Incantesimo. Come sceneggiatrice cinematografica firma i copioni di Breve incontro, I mangioni, La vedova del musicista (con Bernardino Zapponi), Come quando fuori piove (con David Grieco).
Dirige diversi reportage televisivi per i programmi Rai Di tasca nostra e Omnibus (Quanto costa morire, nascere, sposarsi, traslocare..., Le sostanze inquinanti, Le automobili, Le poliziotte, I travestiti).
Nel 1978 dirige Come gli altri, un mediometraggio di 60 minuti prodotto dalla Videofilm, cooperativa diretta da Ettore Scola, e da Rai 2. Il film riceve il premio "Opera prima" al Festival cinematografico internazionale di Lilla, inaugurando inoltre il festival L'Homme regarde l'Homme al Centro Georges Pompidou di Parigi.
Nel 1980 realizza la regia di un episodio de Le milanesi (serie di film per il piccolo schermo tratti dall'opera omonima di Giuseppe Marotta) dal titolo Lauretta.
Nel 1988 dirige il suo primo lungometraggio, Cuore di mamma, sceneggiato in collaborazione con la poetessa Tatina Drudi Demby. È la storia di una donna che a sessant'anni cerca di costruirsi una nuova vita, e vede fra gli interpreti Ingrid Thulin, Lea Padovani, Massimo Girotti, Tina Lattanzi e Gianni Santuccio.

## Filmografia

### Sceneggiatrice
- Le armi del detective (6 film Rete 2 - scritto in collaborazione con Tatina Drudi Demby)
- Il cimitero di Katmandou (film per la Rete 2 - in collaborazione con Tomaso Sherman)
- Il senso di una figlia (film per la Rete 2 - in collaborazione con Fabrizio Onofri)
- Breve incontro (film in collaborazione con Gianni Serra)
- Strilli di fame (film in collaborazione con Silvia Scola)
- Madama bianca (film in collaborazione con Tomaso Sherman)
- Specchio palese (5 film in elettronica per la Rai3 in collaborazione con Tomaso Sherman e Gianni Serra)
- Viola di Francia (film)
- I magnoni (film scritto in collaborazione con Bernardino Zapponi)
- La vedova del musicista (film scritto in collaborazione con Bernardino Zapponi)
- Come quando fuori piove (film scritto in collaborazione con David Grieco)
- Glamour (film scritto in collaborazione con Matilde Bocchi)
- La casa dell'uomo (film per Rai3 scritto in collaborazione con Sandro Petraglia)
- Incantesimo (2 sceneggiature per Incantesimo 6)

### Regista
- Sandra (documentario)
- La classe inquinata (documentario)
- Quanto costa morire... nascere... sposarsi... traslocare... (inchiesta)
- Le sostanze inquinanti (inchiesta)
- Le automobili (inchiesta)
- Come gli altri  (mediometraggio - 60')
- Lauretta (mediometraggio - 60')
- Cuore di mamma (1988)